# Paolo Thaon di Revel
Paolo Camillo Margherita Giuseppe Maria Thaon di Revel, noto semplicemente come Paolo Thaon di Revel, duca del Mare (Torino, 10 giugno 1859 – Roma, 24 marzo 1948), è stato un ammiraglio, politico e nobile italiano.
In tre circostanze gli fu conferita la croce di guerra al valore militare. Aiutante di campo di re Vittorio Emanuele III di Savoia, insignito del Collare dell'Annunziata, riceve il titolo di Duca del Mare e l'altissimo grado di Grande ammiraglio, unico nella storia della Marina italiana.
Fu senatore del Regno, Ministro della Marina e presidente del Senato nel 1943-1944.

## Biografia

### Infanzia ed educazione
Paolo, figlio del ministro delle finanze e firmatario dello Statuto Albertino Ottavio Thaon di Revel e della terza moglie Carolina Clermont de Vars, trascorse la sua infanzia a Torino con i due fratelli gemelli maggiori, Vittorio e Adriano. La perdita del padre all'età di nove anni portò una svolta dolorosa per la famiglia anche dal punto di vista economico. Dopo aver frequentato l'Istituto Paternò e il collegio salesiano di Val Salice a Torino, lo stesso di Don Bosco, fu mandato a Genova presso il collegio barnabita Sant'Anna, istituto preparatorio agli esami di ammissione alla scuola di Marina.

### Ammissione alla Regia Marina
Entrò in Marina nel 1873 a quattordici anni e trascorse due anni a Napoli e tre a Genova.

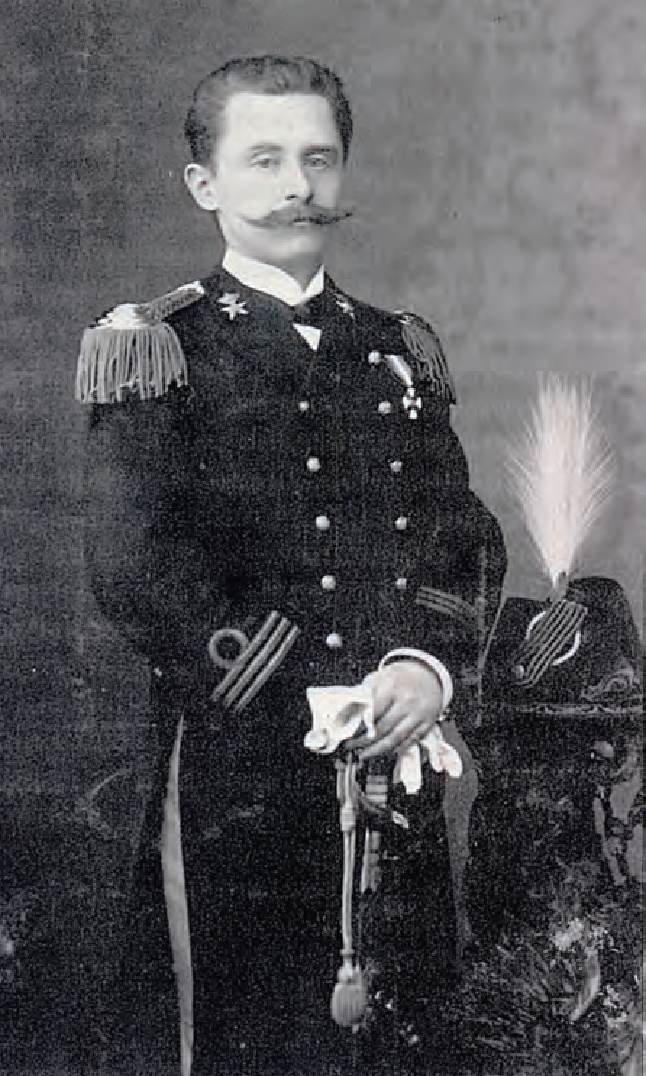
Paolo Thaon di Revel in tenuta di tenente di vascello; durante la permanenza in tale grado (1886-1895) rivestì l'incarico di ufficiale d'ordinanza del principe Eugenio di Savoia-Carignano

Guardiamarina nel 1877, nel 1879 partecipò alla circumnavigazione del globo a bordo della fregata Garibaldi. La sua carriera proseguì con le nomine a sottotenente di vascello nel 1880 a soli 21 anni, tenente di vascello nel 1886 e capitano di corvetta nel 1896, quando fu per quattro anni aiutante di campo di re Umberto I.

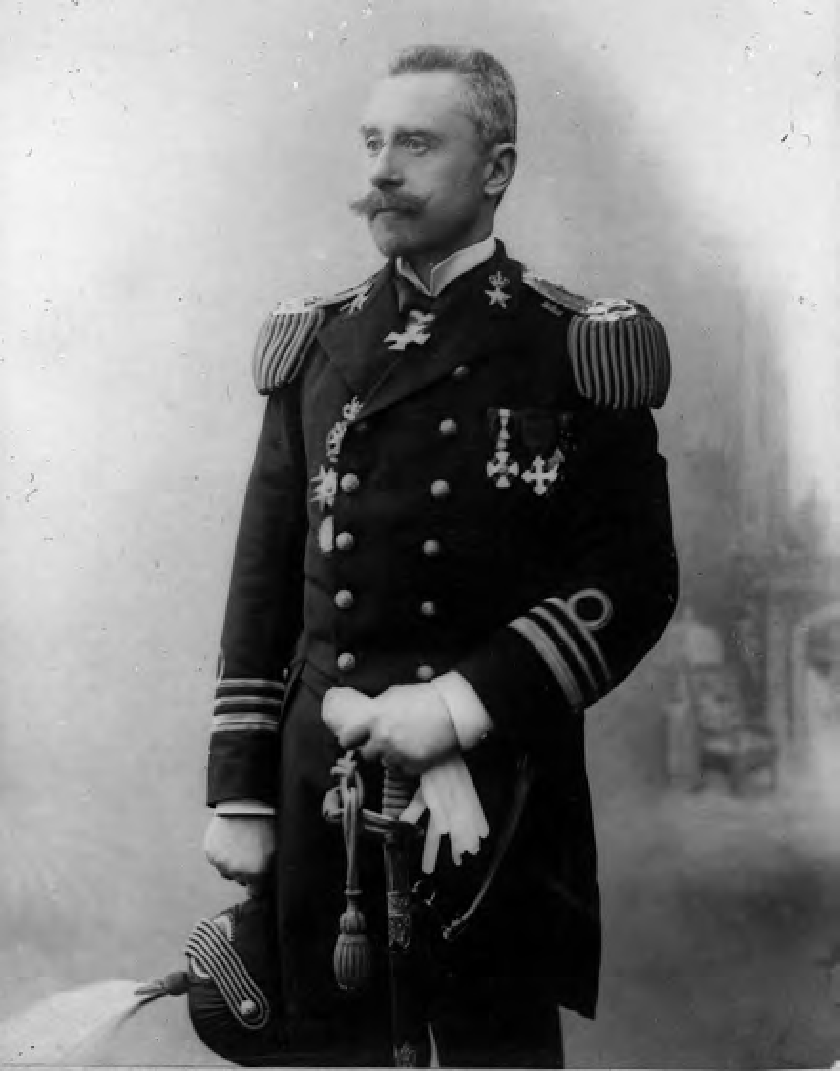
Il capitano di fregata Thaon di Revel nel 1900

Il 1º gennaio 1900 Revel fu promosso capitano di fregata e designato comandante della torpendiera-avviso Sparviero. Dai suoi superiori viene considerato un brillante manovratore e severo educatore e gli fu assegnato il comando dei prestigiosi istituti di formazione, la Scuola macchinisti di Venezia e l'Accademia Navale di Livorno (1900-1907). Promosso a capitano di vascello nel 1904, dal 1907-1909 fu al comando della nuova corazzata veloce Vittorio Emanuele.

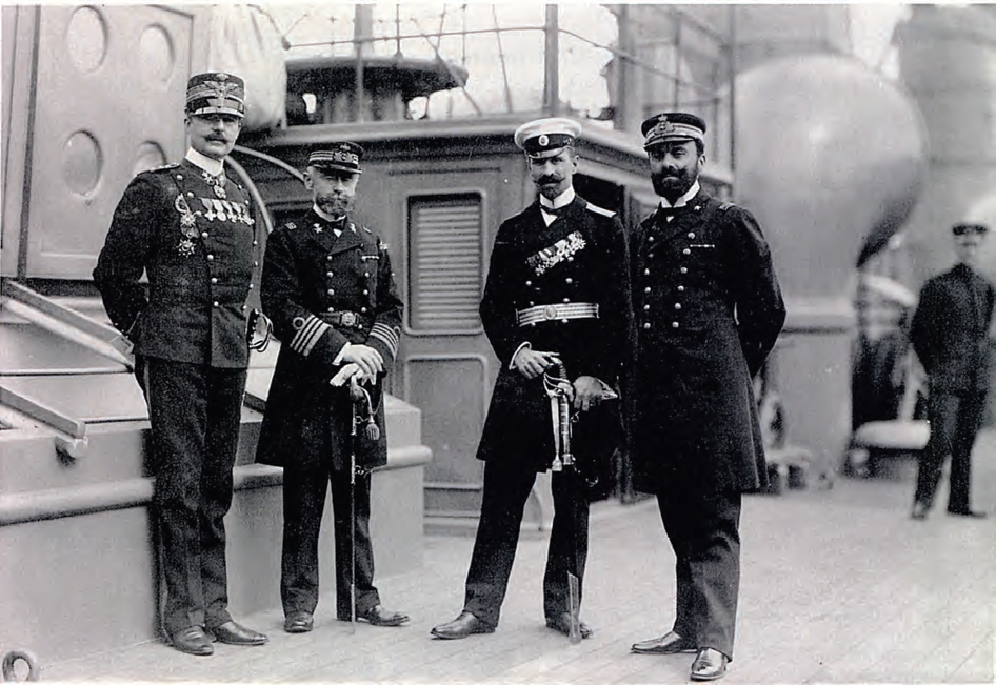
Il comandante Revel durante la sosta a San Pietroburgo nel corso della crociera dell'ETNA nell'estate del 1907 (Revel è il secondo da sinistra preceduto dall'Addetto Militare italiano, colonnello Ropolo)

Nel 1908, durante il terribile terremoto che colpì la Sicilia, presso la città di Messina, Thaon schiera la corazzata e tutte le altre navi della squadra per il primo intervento di protezione civile. Salgono a bordo della Vittorio Emanuele la coppia reale per recarsi a Messina, dove, a prodigarsi in prima linea si distinse la regina Elena di Montenegro. Successivamente, nel 1909, i reali ritornano a bordo della corazzata in occasione dell'incontro tra i sovrani d'Italia e della Germania nel Mediterraneo, il 12 maggio.
Nel 1910 Thaon ricevette la nomina di contrammiraglio e presidente di una commissione ministeriale incaricata del riordino degli studi negli istituti d'istruzione della Regia Marina, quindi sbarcò, e si spostò da La Spezia a Livorno e Napoli. L'anno successivo varò la riforma dei corsi dell'Accademia navale e ricevette l'incarico di aiutante di campo del re Vittorio Emanuele III che svolse per otto mesi.

### Matrimonio
Sposò a Torino, il 5 maggio 1898, Irene di Enrico Martini di Cigala e Cocconato. Dalla loro unione nacquero due figlie, Giovanna (1899) e Clorinda (1905). Al matrimonio della figlia Clorinda con il capitano di corvetta Mariano Imperiali, duca di Francavilla, il 16 gennaio 1941, furono testimoni il cugino della sposa Paolo, ministro delle finanze e Umberto di Savoia, principe di Piemonte.

### Guerra italo-turca
Come contrammiraglio partecipò alla guerra italo-turca (1911-1912) e fu posto a comando della II Divisione della II Squadra navale, composta dagli incrociatori corazzati Marco Polo, Varese, Ferruccio e (nave ammiraglia) Garibaldi con il supporto degli esploratori Coatit e Minerva; affondò nel porto di Beirut navi turche, contribuì ai bombardamenti di Tripoli e alla distruzione dei porti lungo i Dardanelli. Queste azioni militari offensive, per le quali meritò la commenda dell'ordine militare di Savoia, crearono viceversa tensioni politiche e diplomatiche, sia domestiche sia internazionali.
Nominato Capo di stato maggiore della Marina in sostituzione del viceammiraglio Carlo Rocca Rey dal 1913 al 1915, spinse allo sviluppo dei navigli leggeri e alla costituzione di un'aviazione navale.

### Prima guerra mondiale
Con l'entrata dell'Italia nella Prima guerra mondiale (24 maggio 1915), Thaon si trovò in contrasto con il comandante in capo dell'Armata, il viceammiraglio Luigi di Savoia, duca degli Abruzzi, fautore (spalleggiato dagli ammiragli Cagni e Millo) di una strategia che non condivideva; il Duca degli Abruzzi desiderava affrontare la squadra navale in mare aperto e vendicare la sconfitta di Lissa mentre Thaon ritenne che le operazioni navali del futuro portassero meno all'occasione della grande battaglia navale, in favore di nuovi mezzi insidiosi come siluranti, sommergibili, mine e aeroplani.
Nelle prime azioni austriache vengono colati a picco due incrociatori da sommergibili tedeschi e a causa di problemi connessi alla instabilità degli esplosivi per i cannoni, nel porto di Brindisi, esplode la corazzata Benedetto Brin e a Taranto la nuova corazzata Leonardo da vinci. Il principe rimase al comando della flotta e Thaon si dimise dall'incarico di Capo di Stato Maggiore, il 1º ottobre 1915. Presentandosi a Vittorio Emanuele III disse: «Maestà devo combattere e guardarmi dagli austriaci, dagli Alleati e dagli ammiragli italiani. Le assicuro che i primi mi danno meno da fare degli altri due».
Ottenendo la nomina di comandante in capo del Dipartimento militare marittimo di Venezia, sostenne il potenziamento dell'aviazione navale, l'impiego dei treni armati, la creazione dei moderni fanti di marina e dei MAS alla quale riformula la destinazione tattica; non solo arma difensiva protetta dai canali della laguna, ma arma offensiva, capace di colpire il nemico all'interno delle sue basi. La strategia operativa portò all'affondamento della corazzata austriaca Wien nel porto di Trieste, della SMS Szent István a Premuda (celebrata come l'impresa di Premuda) e della nave ammiraglia dell'impero austro-ungarico, la SMS Viribus Unitis a Pola.
Dopo la rotta di Caporetto, sostenne il mantenimento della linea del Piave e della laguna di Venezia. Sul finire della guerra condusse il bombardamento di Durazzo e organizzò la rapida occupazione delle isole e delle coste dell'Istria e della Dalmazia; «senza il blocco navale voluto dal Thaon e assicurato dalle Regie Navi e dai loro equipaggi tra il 1915 e il 1918, la guerra sull'Isonzo, sulle Alpi e sul Piave non solo non sarebbe stata vinta, ma avrebbe comportato, assieme alla rovina dell'Italia, anche quella della Francia e dell'Inghilterra».
Sempre dentro l'Arsenale di Venezia furono realizzate le protezioni per la salvaguardia del patrimonio artistico e architettonico veneziano. Fu proprio l'Ammiraglio a pianificare e a porre in opera una serie di intelligenti iniziative tese a tutelare le opere, i monumenti i palazzi della città. Sapeva, come emerge dalla sua lunga corrispondenza con Gabriele D'Annunzio, protratta fino alla morte del poeta, che «la guerra è cultura perché l'anima di un popolo e dei singoli è cultura».
In seguito all'armistizio di Villa Giusti, il Thaon annunciò il bollettino della Vittoria Navale, composto da D'Annunzio.

### Carriera politica

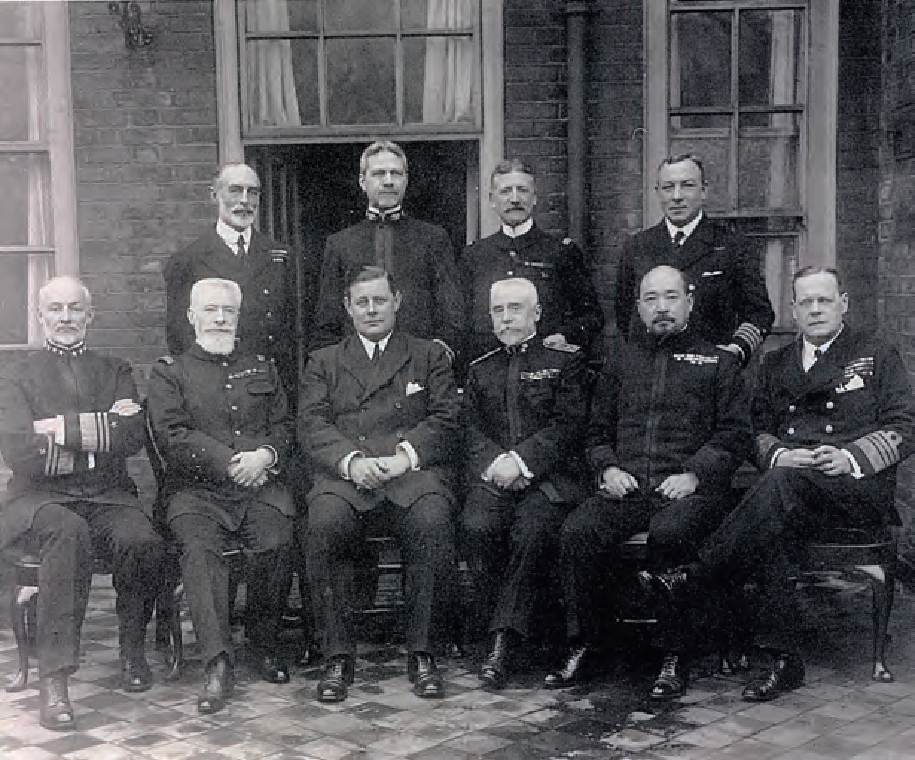
L'ammiraglio Thaon di Revel con i delegati delle Marine alleate a Parigi durante la conferenza di pace del 1918

Fu nominato senatore del Regno nel 1917 e promosso ammiraglio nel 1918. Partecipò come delegato navale alla Conferenza di pace di Parigi (con il ministro degli esteri Sonnino) e difese a spada tratta, ma invano, i diritti italiani sulla Dalmazia e il rispetto del Patto di Londra.
Divenne ispettore generale della Regia Marina fino al 30 maggio 1920 e fu nominato presidente della Società Geografica Italiana dal 1921 al 1923.
Dall'ottobre 1922 entrò nel Governo Mussolini, il cosiddetto Primo Governo Nazionale in qualità di ministro della Regia Marina (come uomo di fiducia di re Vittorio Emanuele III), insieme al generale dell'esercito Armando Diaz, come Ministro della Guerra, e tra gli altri, a Giovanni Gronchi, futuro presidente della Repubblica. Il suo ministero non fu privo di contrasti con il capo del governo Mussolini, sia per la politica di bilancio inflessibilmente rivolta al pareggio (che quindi limitò di molto sia le nuove costruzioni sia i fondi per l'addestramento, la formazione del personale e il rinnovamento dei quadri), ma soprattutto per la politica navale del regime, che tendeva a un certo avventurismo; con l'incidente di Corfù, il Revel prese di fatto le distanze da Mussolini dato che l'Italia si stava ponendo in rotta di collisione con la Gran Bretagna, con gravi rischi per il paese.
Quando nel 1923 fu costituita la Regia Aeronautica, che assorbì sotto un unico comando i mezzi e l'organizzazione delle forze aeree della marina e dell'esercito, si prodigò per ottenere una consistente aliquota di mezzi aerei da porre sotto il controllo della Marina per la lotta sul mare.
Per la seconda volta, si dimise dalla carica di capo di stato maggiore della Marina e comandante in capo delle forze navali. Dall'incarico ministeriale rassegnò le dimissioni nel maggio del 1925, dopo la riforma con cui Mussolini istituiva il nuovo ordinamento del comando supremo (affidando a Badoglio la carica di capo di stato maggiore generale). Con la riforma, Revel non vedeva realizzarsi l'auspicabile coordinamento delle forze, ma a suo parere, la sola subordinazione della marina e dell'aeronautica all'esercito.
Fu insignito del titolo di (primo) Duca del Mare il 24 maggio 1924 e promosso grande ammiraglio il 4 novembre dello stesso anno, l'unico nella storia della Marina, rimanendo in tal modo in servizio a vita con un proprio ufficio al ministero.

### Seconda guerra mondiale
Nel 1932 fu nominato primo segretario di S.M. per il Gran Magistero dell'Ordine dei Santi Maurizio e Lazzaro. Richiamato alle istituzioni, nel novembre del 1941 Mussolini affidò al grande ammiraglio la presidenza della commissione d'inchiesta sulla condotta delle operazioni italiane nella campagna dell'Africa Orientale Italiana. Della commissione d'inchiesta interforze facevano parte il generale d'armata Pietro Ago e il generale di squadra aerea Giuseppe Manno; i lavori si conclusero dopo pochi mesi e ai primi di marzo consegnò al capo del governo gli atti finali. La conclusione dei lavori della commissione rappresentò l'ultimo contatto ufficiale con Mussolini.
Revel faceva parte della ristretta cerchia dei collaboratori di Vittorio Emanuele III e istituzionalmente partecipava alle settimanali udienze regie del giovedì al Quirinale. Ciò nonostante, non fu coinvolto in prima persona negli eventi che portarono all'armistizio di Cassibile del 3 settembre e non aderì alla Repubblica Sociale Italiana.
Dopo la caduta del fascismo, nel periodo costituzionale transitorio fu nominato Presidente del Senato, dal 28 luglio 1943 al 20 luglio 1944. Dopo essere stato in un primo tempo escluso dalle indagini della Commissione di epurazione, il 27 agosto 1944 venne inquisito e in tale circostanza decise di non presentare alcuna linea di difesa all'Alto commissario che, con un'ordinanza del 18 novembre 1945, lo scagionò da qualsiasi addebito; venne pertanto assolto con provvedimento liberatorio e con la conferma della carica di senatore.

### Dopoguerra
Nel maggio del 1946, dopo aver fatto parte della cerchia dei consiglieri di re Umberto II nel periodo della sua Luogotenenza e aver ripreso l'incarico di primo segretario degli ordini cavallereschi, al referendum del giugno 1946 si schierò apertamente a favore del blocco monarchico.
È a Paolo Thaon di Revel che si deve l’idea di costruire le due navi scuola italiane in stile antico, la Colombo e la Vespucci: la prima scomparsa in Unione Sovietica dopo che Stalin la pretese come parte del pagamento dei debiti di guerra, mentre l’altra, in servizio ancor oggi, è considerata tra le più belle navi del mondo.
Uomo di "mistica" fede monarchica, secondo alcuni massoni fece parte della massoneria. Sarebbe stato membro della Gran Loggia d'Italia e sovrano grande ispettore generale, membro attivo del Supremo Consiglio del 33° e massimo grado per l'Italia e le sue dipendenze e colonie del Rito scozzese antico ed accettato (1921). Tutto ciò però contrasta con le attestazioni di fede cristiana cattolica del Thaon di Revel citate da autori quali Domenico Mondrone e Paolo Monelli e col fatto che in punto di morte volle ricevere i sacramenti, manifestando attaccamento alla Chiesa e al Papa.
Era pure di vivace penna nell'epistolario privato e di servizio, ma si mantenne a debita distanza dai giornali e dalla storiografia contemporanea, nella convinzione che "chi fa la storia non deve scriverla" e che "la storia in fondo è quella che si crede".

### Sepoltura e memoria
Le sue spoglie riposano nella basilica di Santa Maria degli Angeli e dei Martiri a Roma. In suo onore e ricordo è stata nominata Borgo Revel la frazione Calciavacca del comune di Verolengo, in provincia di Torino, come pure il ponte Thaon di Revel, inaugurato il 2 luglio 2013 alla Spezia, oltre a numerosi corsi, vie e strade in molte città d'Italia.

## Riconoscimenti
Il 15 giugno 2019 è stato varato un pattugliatore polivalente d'altura con il nome Paolo Thaon di Revel.

## Ascendenza[28][29]
|                                              |   |                                   | Genitori                              |  |  | Nonni |  |  | Bisnonni                                                |  |  | Trisnonni                                                        |  |
|                                              |   |                                   |                                       |  |  |       |  |  | Carlo Thaon di Revel, I marchese di Revel e Sant'Andrea |  |  | Giuseppe Orazio Thaon di Revel, III conte di Revel e Sant'Andrea |  |
|                                              |   |                                   |                                       |  |  |       |  |  | Carlo Thaon di Revel, I marchese di Revel e Sant'Andrea |  |  | Giuseppe Orazio Thaon di Revel, III conte di Revel e Sant'Andrea |  |
|                                              |   | Emilia Peyre di Claus             |                                       |  |  |       |  |  | Carlo Thaon di Revel, I marchese di Revel e Sant'Andrea |  |  |                                                                  |  |
| Ignazio Thaon di Revel, I conte di Pralungo  |   |                                   |                                       |  |  |       |  |  | Carlo Thaon di Revel, I marchese di Revel e Sant'Andrea |  |  |                                                                  |  |
|                                              |   | Maria Maddelena Galleani di Todon | Gian Andrea Galleani, conte di Todon  |  |  |       |  |  |                                                         |  |  |                                                                  |  |
|                                              |   | Maria Maddelena Galleani di Todon | Gian Andrea Galleani, conte di Todon  |  |  |       |  |  |                                                         |  |  |                                                                  |  |
|                                              |   | Maria Maddelena Galleani di Todon | Francesca Antonia Emilia Teresa Peyre |  |  |       |  |  |                                                         |  |  |                                                                  |  |
| Ottavio Thaon di Revel, II conte di Pralungo |   | Maria Maddelena Galleani di Todon |                                       |  |  |       |  |  |                                                         |  |  |                                                                  |  |
|                                              |   | …                                 | …                                     |  |  |       |  |  |                                                         |  |  |                                                                  |  |
|                                              |   | …                                 | …                                     |  |  |       |  |  |                                                         |  |  |                                                                  |  |
|                                              |   | …                                 | …                                     |  |  |       |  |  |                                                         |  |  |                                                                  |  |
| Sabina Spitalieri dei conti di Cessole       |   | …                                 |                                       |  |  |       |  |  |                                                         |  |  |                                                                  |  |
|                                              |   | …                                 | …                                     |  |  |       |  |  |                                                         |  |  |                                                                  |  |
|                                              |   | …                                 | …                                     |  |  |       |  |  |                                                         |  |  |                                                                  |  |
|                                              |   | …                                 | …                                     |  |  |       |  |  |                                                         |  |  |                                                                  |  |
| Paolo Thaon di Revel, I duca del Mare        |   | …                                 |                                       |  |  |       |  |  |                                                         |  |  |                                                                  |  |
|                                              | … | …                                 |                                       |  |  |       |  |  |                                                         |  |  |                                                                  |  |
|                                              | … | …                                 |                                       |  |  |       |  |  |                                                         |  |  |                                                                  |  |
|                                              | … | …                                 |                                       |  |  |       |  |  |                                                         |  |  |                                                                  |  |
| …                                            | … |                                   |                                       |  |  |       |  |  |                                                         |  |  |                                                                  |  |
|                                              |   | …                                 | …                                     |  |  |       |  |  |                                                         |  |  |                                                                  |  |
|                                              |   | …                                 | …                                     |  |  |       |  |  |                                                         |  |  |                                                                  |  |
|                                              |   | …                                 | …                                     |  |  |       |  |  |                                                         |  |  |                                                                  |  |
| Caroline Clermont de Vars                    |   | …                                 |                                       |  |  |       |  |  |                                                         |  |  |                                                                  |  |
|                                              |   | …                                 | …                                     |  |  |       |  |  |                                                         |  |  |                                                                  |  |
|                                              |   | …                                 | …                                     |  |  |       |  |  |                                                         |  |  |                                                                  |  |
|                                              |   | …                                 | …                                     |  |  |       |  |  |                                                         |  |  |                                                                  |  |
| …                                            |   | …                                 |                                       |  |  |       |  |  |                                                         |  |  |                                                                  |  |
|                                              |   | …                                 | …                                     |  |  |       |  |  |                                                         |  |  |                                                                  |  |
|                                              |   | …                                 | …                                     |  |  |       |  |  |                                                         |  |  |                                                                  |  |
|                                              |   | …                                 | …                                     |  |  |       |  |  |                                                         |  |  |                                                                  |  |
|                                              |   | …                                 |                                       |  |  |       |  |  |                                                         |  |  |                                                                  |  |